# Rachel Armstrong
Rachel Marie Armstrong-Holden (apellido de soltera: Armstrong, previamente; Hyde) es un personaje ficticio de la serie de televisión australiana Home and Away, interpretada por la actriz Amy Mathews desde el 16 de enero del 2006 hasta el 11 de agosto del 2010. 

## Biografía
Rachel es la doctora local de Bay, se casó por primera vez con Kim Hyde pero el matrimonio terminó cuando Kim la dejó por Kit Hunter. Sin embargo encontró el amor en Tony Holden con quien se casó y tuvo al pequeño Harry.
Es muy buena amiga de Leah Patterson - Baker, Martha MacKenzie - Holden e Irene Roberts.
Rachel ha sido secuestrada cuatro veces en el programa, fue secuestrada por un joven muchacho obsesionado con Kim, luego por Aden Jefferies el día de su boda con Tony, luego por el Reverendo Hall y finalmente fue secuestrada junto a Tasha Andrews por el culto llamado "Believers", quienes querían quedarse con el bebé de Tasha.
Más tarde Rachel se encuentra con el Doctor Daniel Lovallo, un antiguo amigo de la universidad, quien la invita a tomar un puesto en un hospital en los Estados Unidos, esto ocasiona algunos problemas entre ella y Tony ya que Rachel de verdad quiere tomar esa nueva oportunidad pero Tony quiere quedarse en la bahía.
Poco después Rachel decide tomar la oportunidad del trabajo y Tony y Harry se mudan con ella a Boston.